# Sedi templari in Italia
Elenco di sedi dell'Ordine dei Cavalieri templari in Italia, storicamente accertate.
Per un elenco di alcuni dei luoghi che sono stati associati ai Cavalieri templari nella tradizione, nelle leggende o nelle opere di fantasia, ma di cui non vi è una presenza storicamente accertata, vedi Leggende sui Templari.

## Abruzzo
- Celano[1][2]

## Basilicata

### Potenza
- Acerenza
- Forenza
- Castelmezzano

### Matera
- Matera

## Calabria

### Cosenza
- Tortora
- Grisolia

## Campania

### Napoli
- Cicciano: Parrocchia di S.Pietro Apostolo. Alla soppressione dei Templari passò all'Ordine degli Ospitalieri che già vi amministravano l'Ospizio di San Giovanni per accogliere i pellegrini in transito. Di rilevante importanza l'acquasantiera e il bassorilievo ad essa collegato, ed un affresco che rivela il livello originario della chiesa.

### Salerno
- Caggiano: Mansione S.Agata. Alla soppressione dei Templari passò all'Ordine degli Ospitalieri che già vi amministravano l'Ospizio di San Giovanni per accogliere i pellegrini in transito.
- Sala Consilina: chiesa di S. Giovanni Battista donata nel XII secolo da Ruggero II di Sicilia ai cavalieri dei Templari.

## Emilia-Romagna
Bologna
Santa Maria del Tempio: importante casa templare con annessa chiesa lungo l'antica VIa Emilia appena al di fuori delle Mura della Città dell'XI secolo. Rimane una Sala, probabilmente un Magazzino e la struttura del Chiostro rimaneggiato. Ospitò importanti personaggi templari come il Procuratore Generale dell'Ordine, PIetro da Bologna.  Passò agli Ospitalieri a seguito del processo locale all'Ordine, voluto dall'Arcivescovo di Ravenna, Rinaldo da Concorezzo nel 1311-13. Rimase agli Ospitalieri fino all'epoca napoleonica. È stata oggetto nel 2016 del primo scavo archeologico mirato in una Magione templare documentata in Italia.
.

### Parma
- Cabriolo: Chiesa di San Tommaso Becket. Piccola cappella edificata originariamente nell'XI secolo lungo la Via Francigena a pochi chilometri da Fidenza, fu ricostruita in stile romanico dai cavalieri templari nella seconda metà del XII; depredata e data alle fiamme nel 1309, fu riedificata dai cavalieri Ospitalieri tra la fine del XIV secolo e l'inizio del XV riconvertendo la porzione orientale della rotonda nell'abside del nuovo tempio; abbandonata dai cavalieri di Malta agli inizi del XIX secolo, fu restaurata più volte, riscoprendo nel 1922 una fascia di rari affreschi gotici sulla parete sinistra della navata.[5][6]
- Cerro di Toccalmatto: Chiesa di Santa Maria Maddalena. Piccola e semplice cappella innalzata intorno al 1160 dai templari, fu affidata nel 1306 ai cavalieri Ospitalieri; restaurata nel 1530 per volere dell'imperatore del Sacro Romano Impero Carlo V d'Asburgo, cadde nel completo abbandono nella seconda metà del XX secolo, fino al 2006, quando i proprietari la donarono ai Templari Cattolici d'Italia, che si occuparono dei restauri dell'edificio. Accanto alla chiesa, sorge un fabbricato oggi modificato e trasformato in fattoria, unica testimonianza dell'antica domus templare.[7][6]

### Ferrara
- Ferrara: Chiesa di Santa Maria del Tempio (chiesa scomparsa)

### Piacenza
- Piacenza: Sant'Egidio ed Ospedale della Misericordia: oggi conosciuta come San Giuseppe all'Ospedale, la chiesa sorge nel luogo[senza fonte] in cui si trovava quella templare che nel 1312, dopo la soppressione dell'Ordine del Tempio passò all'Ordine di San Giovanni (Cavalieri di Malta).

Dell'antica chiesa templare restano brevi tratti di mura ed un affresco dedicato alla Madonna Incoronata, scoperto di recente nell'abside, in seguito alla rimozione per restauro di uno dei tre quadri dedicati a S. Giuseppe.
La chiesa attuale, Parrocchia dell'Ospedale di Piacenza, è stata quasi completamente riedificata nel XVII secolo in stile barocco.
- Fiorenzuola d'Arda: mansio e chiesa di Santa Margherita[6]

### Rimini
- Rimini : chiesa di San Michelino in foro : la chiesa, tempio dei templari a Rimini, è risalente al V secolo ed è uno dei primi edifici religiosi all’interno delle mura della città. Oggi della chiesa rimangono un’abside e qualche frammento di affresco.

## Friuli Venezia Giulia

### Pordenone
- San Quirino: Alla soppressione dei Templari passò all'Ordine degli Ospitalieri.
- San Giovanni del Tempio

### Trieste
- Muggia: esisteva il priorato di San Clemente sul percorso tra Venezia e l'Istria - oggi segnalato da via dei Templari

## Lazio

### Latina
- Abbazia di Fossanova
- Abbazia di Valvisciolo
- Torre dei Templari a San Felice Circeo (dal 1240 al 1259)

### Roma
- Roma: Villa del Priorato di Malta
- Lariano
- Santa Severa

### Viterbo
- Valentano: Chiesa di Sancta Maria ad Templum
- Sutri: Chiesa di Santa Maria del Tempio
- Marta: Chiesa delle Grazie (Marta) - Commenda di Castell'Araldo
- Magione di Santa Maria in Capita (Vedi Castel Cellesi)

## Liguria
Recentemente sono state condotte alcune ricerche che hanno stabilito che anche Genova figurava tra i tanti centri che in Italia hanno visto la presenza rilevante dei Templari. Più in merito, queste ricerche hanno stabilito che la chiesa di Santa Fede figurava come il quartier generale dell'ordine in questa città

Ulteriori indagini fanno pensare ai resti di una fortezza templare a Donetta di Torriglia.

## Lombardia

### Bergamo
- Bergamo: mansio e chiesa di Santa Maria del Tempio[9]

### Brescia
- Brescia: chiesa di Santa Maria del Tempio (ora Santa Maria della Mansione)[10])

### Como
- Montesordo di Cermenate: domus[6]

### Cremona
- Cremona: mansio presso la vicina di Ognissanti[6]

### Lodi
- Castelnuovo Bocca d'Adda: domus[6]

### Milano
- Milano: Mansio e chiesa di Santa Maria del Tempio, presso il Brolo di Sant'Ambrogio
- Segrate: Chiesa di San Vittore, attrezzata per ospitare i pellegrini in transito la prima notte dopo aver lasciato Milano
- Carpiano: mansione lungo la via tra Milano e Piacenza, presso Zunico

### Mantova
- Mantova[11]

### Monza e Brianza
- Aicurzio: Castel Negrino e Commenda[12]

### Pavia
- Albuzzano: mansio e fondi agricoli[13]
- Casei Gerola: mansio e chiesa di San Pietro[6]
- Motta San Damiano: mansio, chiesa a San Damiano e fondi agricoli[14][6]
- Pavia: Borgo di San Guglielmo, mansio, 63 case, 1 forno, 1 mulino e fondi agricoli[13].
- Pavia: Chiesa ed ospedale di Sant'Eustacchio (ora Villa Eleonora)[13]
- Torricella Verzate: mansio e chiesa di Santa Maria del Verzario (frazione Verzate) e fondi agricoli[13][6]

## Marche
Nelle Marche i templari avevano sedi collegate alle strade di pellegrinaggio dirette al porto di Ancona, importante scalo per la Terra santa.

### Ancona
- Ancona: chiesa di Santa Maria Stella Maris (dal 1150 circa, primo nucleo dei Templari in città), caserma della Cisterna, Fonte del Filello, e forse anche Santa Maria della Piazza, tutti nel Rione Porto[15]
- Osimo: Chiesa di San Filippo de Plano, poi Santi Filippo e Giacomo (contrada Montetorto, attuale Case Nuove) dal 1167[15]
- Camerano: San Germano d'Auxerre[15]
- Jesi, chiesa di San Giacomo (contrada San Filippo)[15]
- Apiro: chiesa di San Niccolò de l'Arena (1140)[15]
- Serra San Quirico, chiesa di San Paterniano (frazione Domo), chiesa di Santa Maria di Montemurano, Abbazia di Sant'Elena[15]
- Arcevia forse la chiesa di Santo Ansovino[15]
- Sassoferrato probabilmente l'Abbazia di Santa Croce[15]

### Pesaro e Urbino
- Fermignano: ospedale e chiesa dei Santi Filippo e Giacomo (nel 1201)[15]
- Marotta: Casteldimare (contrada Santa Irene), chiesa di Santa Maria del Sodio, fortificazione di Castel delle Ripe[15]
- San Lorenzo in Campo, chiesa di San Michele al Fiume[15]
- Saltara: monastero e della chiesa di San Martino[15]

### Macerata
- Camerino: chiesa di San Sebastiano[15]
- Montecassiano: complesso di Sant'Egidio[15] ===

### Ascoli Piceno
- Ascoli Piceno: San Giovanni ad Templum, Santa Croce ai Templari, San Pietro Martire[15]
- Borgo di Arquata: Chiesa di San Francesco
- Castignano: chiesa di Santa Maria del Borgo[15]
- Monsampolo del Tronto: Chiesa Parrocchiale di Maria SS. Assunta[15]
- San Benedetto del Tronto: Monte Cretaccio	(a Porto d'Ascoli)[15]

## Piemonte

### Alessandria
- Alessandria: domus e chiesa di Santa Margherita Manfredo (nel quartiere di Bergoglio, ora demolita[6])
- Aqui Terme: chiesa di Santa Margherita[6]
- Casale Monferrato: mansio e chiesa di Santa Maria del Tempio[6]
- Paciliano (ora San Germano di Casale Monferrato): domus[6]
- Tortona: domus, chiesa ed ospedale di San Giacomo[6]

### Asti
- Asti: mansio e chiesa di Santa Maria del Tempio[6]

### Cuneo
- Alba: domus e chiesa di Santa Maria del Tempio[6]
- Saliceto (CN): Chiesa di San Lorenzo
- Valmala (CN): Chiesa di San Giovanni Battista;

### Novara
- Novara: mansiones e chiese di San Guglielmo e di santa Maria[6]

### Torino
- Torino: Chiesa di Santa Margherita del Tempio, Ricetto di San Severo, Abbazia di San Giacomo di Stura;
- Chieri: mansio e chiesa di San Leonardo[6]
- Moncalieri: Chiesa di Sant'Egidio, Castello della Rotta;
- Villastellone: Chiesa di San Martino della Gorra;
- San Giorgio Canavese e San Giusto Canavese: Chiesa di San Giacomo di Ruspaglia[6]

### Vercelli
- Livorno Ferraris: mansio e chiesa di Santa Maria di Isana[6]
- Vercelli:  mansio e chiesa di San Giacomo d'Albareto[6]

## Puglia

### Bari
- Corato: Chiesa di San Vito de Templo (dubbia);
- Gravina di Puglia: Chiesa di San Giorgio;
- Minervino Murge
- Molfetta: Chiesa di San Nicola;
- Monopoli
- Ruvo di Puglia: Chiesa di Santa Maria di Calendano (dubbia);

### Barletta-Andria-Trani
- Andria: Chiesa di San Leonardo
- Barletta: Casa Templare di Barletta, Chiesa di San Leonardo;
- Bisceglie: Chiesa di San Giovanni in Castro, all'interno del Castello di Bisceglie, Chiesa di Sant'Adoeno;
- Canne: Chiesa di Santa Maria de Salinis, Masseria di Santa Maria de Salinis;
- Spinazzola: Chiesa di San Benedetto, Chiesa di San Giovanni al Castello;
- Trani: Chiesa di Ognissanti (dubbia).
- Canosa di Puglia : Cattedrale di San Sabino, dato che c'era la tomba di Boemondo d'Altavilla, uno dei comandanti della Prima crociata.

### Brindisi
- Brindisi: Chiesa di San Giorgio, Portico dei Templari o Gerolosomitani, Chiesa di San Giovanni al Sepolcro (dubbia);
- Oria: Chiesa di Santa Maria del Tempio (dubbia);

### Foggia
- Alberona: Chiesa di Santa Maria in Bulgano o Vulgano
- Casalnuovo Monterotaro
- Foggia: Chiesa di San Giovanni del Tempio
- Lama Ciprandi: Chiesa di Santa Maria;
- Lucera: Masserie di Casanova, Santa Lucia de Rivomortuo e Machia Pentaricia;
- Manfredonia;
- Monte Sant'Angelo;
- San Quirico;
- Montecorvino;
- Salpi: Chiesa di Santa Maria de Charitate, masseria “Terra Sipontina”;
- San Paolo di Civitate ("Civitate sul Fortore")
- San Severo;
- Siponto
- Torremaggiore: Monastero di San Pietro, Chiesa di Sant'Andrea de Scarsia Rivalis;
- Troia;
- Versentino (Bersentino): Chiesa di Sant'Arcangelo;
- Villa Nova;
- Volturino: Chiesa di Santa Maria della Serritella;

### Lecce
- Lecce: Chiesa di Santa Maria del Tempio; Museo Faggiano (ex Monastero dove è stata rinvenuta un'incisione del fiore della vita[16]);
- Galatina: Chiesa di Santa Maria del Tempio;
- Otranto;
- Tricase: (Si suppone la sede, data la presenza della) Chiesa di Santa Maria del Tempio;

### Taranto
- Manduria; (probabile sede) chiesa di S.Giorgio extra moenia, oggi intitolata alla Madonna del Rosario V. G.P.Capogrosso L'antica chiesa di San Giorgio e la sede dei Templari di Manduria https://www.manduriaoggi.it/?news=53750
- Maruggio: chiesa di Santa Maria del Tempio.

## Sardegna[17][18][19]

### Oristano
- Riola Sardo: Chiesa di Sancta Corona de Rivora[20][21][22], un documento dimostra la sua esistenza e la grande importanza già nel XII secolo. Numerosi elementi indicano chiaramente la sua appartenenza ai templari.
- Bonarcado: Chiesa di Santa Maria[20][21][23], recenti ricerche la indicano come un'importante chiesa templare in Sardegna.
- Norbello: Piccola chiesa di Santa Maria della Mercede, restaurata (o costruita) nel 1228 da architetti di un ordine crociato. Sulle pareti laterali interne rimangono le iscrizioni dei committenti, supposti due cavalieri templari: Barisone e Dorgotorio Pinna. Le scritte sono in rosso fra due croci di consacrazione. Numerosi gli altri simboli presenti, fra cui la zampa d'oca e i pesci contrapposti[24].

### Cagliari
- Cagliari: Chiesa di San Domenico (ex Sant'Anna di Villanova), numerosi sono i simboli templari (soprattutto scudi) che si notano ancora oggi sulle pareti della chiesa. Fra cui lo scudo con la croce templare a T presente su una lapide funeraria, lo scudo raffigurante l'asino con le dita, e lo scudo col simbolo dell'albero deradicato[21].

### Nuoro
- Dorgali: Monastero di Giovanni Su Lillu o Sollili e Chiesa annessa di San Lucifero e Santa Maria Maddalena di Torpeia (Thopora: oggi Dobora e Chejedda), dove sono presenti sui pilasti due glifi templari rappresentativi della "Fons Vitae".[19]

## Sicilia

### Catania
- Scordia: Chiesa di San Nicolò al Tempio
- Paternò: mulino Salinis

### Enna
- Enna: Chiesa Di Maria SS.La Nuova
- Piazza Armerina: Chiesa del Carmine

### Palermo
- Palermo: Chiesa di S. Cataldo

## Toscana

### Firenze
- Firenze: Chiesa di San Jacopo in Campo Corbolini; Chiesa di Santa Maria Vergine della Croce al Tempio

### Grosseto
- Grosseto: Chiesa di San Leonardo (scomparsa);
- Grosseto: Magione di San Salvatore (Grosseto);
- Rocchette di Fazio (GR): Pieve di Santa Cristina e Ospedaletto
- Sticciano (GR): Pieve di Santa Mustiola

### Pisa
- San Casciano, frazione di Cascina, Abbazia di San Savino, avente numerose croci dei templari incise nelle rocce;
- Montelopio, comune di Peccioli: esistono documenti nel sinodo Volterrano del 1358 che dimostrano la presenza di magioni Templari o dei Cavalieri di Rodi nei poderi Magiona e Magioncina, ormai abbandonati e nei quali non è più visibile alcuna traccia.

### Lucca
- Lucca: Palazzo della Magione del Tempio
- Lucca: Chiesa di San Michele in Foro, croce sulla porta di entrata.
- Vico Pancellorum: simbologie probabilmente riconducibili ai templari nella Pieve di San Paolo

### Siena
- San Gimignano: Chiesa di San Jacopo dei Templari, che la tradizione vuole sia stata edificata dai Cavalieri al ritorno dalla prima crociata, ma che sicuramente è di epoca successiva, con il simbolo templare che ne sormonta il portone
- Poggibonsi: Castello della Magione ("Magione di san Giovanni al Ponte", o ancora "Spedale di san Giovanni in Jerusalem alla Magione"), è considerato il miglior esempio medievale di Magione Templare conservatosi fino ai nostri giorni. Il complesso è costituito dall'antica chiesa e dallo 'spedale' per accogliere i pellegrini in transito sulla Via Francigena. Il complesso, dedicato a San Giovanni in Jerusalem, sorge presso un antico attraversamento della Frangigena sul torrente Staggia (oggi distrutto). Appartenne in un primo periodo ai Cavalieri Templari per passare poi agli Ospitalieri. Nel castello, perfettamente restaurato, ha oggi sede l'associazione neotemplare della Milizia del Tempio - Ordine dei Poveri Cavalieri di Cristo.
- Siena: Chiesa di San Pietro alla Magione, fu con certezza una sede dei Cavalieri Templari.  La prima notizia storica della Chiesa risale al 998, ed un documento del 29 maggio 1148 la indica come una 'Casa del Tempio'. Si trova nei pressi di Porta Camollia, a nord della città, ed accoglieva i pellegrini diretti a Roma. Oggi è liberamente visitabile.[25].

## Umbria

### Perugia
- Perugia: Chiesa di San Bevignate
- Perugia: Abbazia di San Giustino d'Arna
- Magione: Castello dei Templari
- Todi: Chiesa di Sant'Andrea[26], detta anche S.Maria del Busseto, oggi scomparsa[27].
- Todi: Castello di Petroro, oggi sede dell'Abbazia Templare Ortodossa di San Martino.
- Città di Castello Santa Maria del Tempio
- Collina di Purello (Fossato di Vico) chiesa di Santa Croce de Culiano

## Veneto

### Padova
- Padova: Santa Maria Iconia[28]

### Treviso
- Ormelle: Chiesa di San Giovanni Battista (nella frazione di Tempio)
- Breda di Piave: Chiesa di San Paolo di Breda
- Pagnano d'Asolo: Chiesa di San Giovanni
- Collalto di Susegana : Chiesa di San Giorgio Martire

### Venezia
- Venezia: Chiesa di San Giovanni di Malta
- Venezia:Santa Maria de Brolo a San Marco[29][30]

### Vicenza
- Montebello Vicentino: Magione Mansio Templi (in località Mason)